# Фьербинци-Тырг
Фьербинци-Тырг (рум. Fierbinți-Târg) — город в Румынии в составе жудеца Яломица.

## История
Первое упоминание в документах относится к 1620 году.
Долгое время это была обычная сельская местность. В 2004 году коммуна Фьербинци-Тырг получила статус города.